# Perediły
Perediły (ukr. Переділи) – wieś na Ukrainie, w obwodzie rówieńskim, w rejonie rówieńskim. W 2001 liczyła 171 mieszkańców, spośród których 170 wskazało jako ojczysty język ukraiński, a 1 rosyjski.
W okresie międzywojennym wieś wchodziła w skład województwa poleskiego II RP, powiat rówieński, gmina Dziatkiewicze.